# Palazzo Verdala
Palazzo Verdala (in inglese Verdala Palace; in maltese Palazz Verdala), noto anche come Palazzo del Boschetto, è un palazzo fortificato sito nel territorio del comune di Siġġiewi. Posizionato su una collina, domina i Giardini di Boschetto ed è la residenza estiva del Presidente di Malta.
Fu costruito nel 1586 come tenuta estiva per conto del Gran maestro dell'Ordine di Malta Hugues Loubenx de Verdalle su progetto dell'architetto maltese Girolamo Cassar.

## Storia
Nel XVI secolo, sotto il regno del Gran maestro Jean de la Valette, fu realizzata una tenuta di caccia, su cui fu poi realizzato il palazzo su commissione del Gran maestro Hugues Loubenx de Verdalle (dal quale prese il nome). Il progetto del palazzo fu disegnato dall'architetto maltese Girolamo Cassar, ispirato dai castelli costieri francesi e italiani, e fu realizzato intorno al 1586.
Il palazzo fu ulteriormente espanso sotto il regno del Gran maestro António Manoel de Vilhena, che aggiunse il terzo piano oltre che alcune dipendenze.
Durante l'occupazione francese di Malta fu utilizzato come prigione, venendo poi abbandonato fino al restauro iniziato sotto il governatore britannico Frederick Cavendish Ponsonby e proseguito da William Reid per adibirlo nuovamente a residenza ufficiale. Nel XX secolo il capitano Robert Ingham, aiutante di campo del governatore Paul Sanford Methuen, avrebbe assistito all'apparizione del fantasma di una donna vestita di blu che, secondo una leggenda popolare, sarebbe stata rapita da un soldato innamorato e costretta a vivere nel palazzo; la donna, esasperata, si sarebbe suicidata lanciandosi da una finestra del palazzo.
Nel 1974, dopo la proclamazione d'indipendenza di Malta, il palazzo è divenuto residenza ufficiale del Presidente di Malta.

## Descrizione
Il palazzo si trova sulla sommità di una collina e presenta una pianta quadrangolare con quattro torri ad ogni angolo.
All'interno si possono ammirare gli affreschi di Filippo Paladini, che illustrano le imprese del committente, il busto dello stesso e numerosi ritratti di alcuni dei suoi successori, dipinti da Pietro Paolo Caruana e Salvatore Busuttil. Nelle sale e nelle stanze vi sono poi numerosi mobili di fattura maltese in essenze preziose, riccamente lavorate.
Dalla terrazza del palazzo, che ha tre piani e pianta quadrata con torri ai quattro vertici, si può godere di un suggestivo panorama a 360º su Malta, fino a Gozo.
All'interno della sua corte si trova la cappella di Sant'Antonio abate, coeva del XVI secolo, sempre affrescata dal Paladini. Nel piccolo luogo di culto e nella dimora sono documentate opere della bottega di Mattia Preti:
- Vergine con bambino, ritratta con San Giovanni Battista e Sant'Antonio Abate.[1]
- San Nicola.[1]
- San Raffaele.[1]

Gli ultimi due quadri sono dal pittore dedicati ai Grandi Maestri Nicolas Cotoner, promotore dell'erezione della cappella palatina, e Raphael Cotoner.